# Armengol VII de Urgel
Armengol (o Ermengol) VII de Urgel, conocido como «el de Valencia» (? – Requena o Valencia de Alcántara, 1184), conde de Urgel (1154–1184) y señor de Valladolid. Era hijo de Armengol VI de Urgel y de su primera esposa, Arsenda de Cabrera. 

## Vida
Sin ninguna posibilidad de expansión territorial, Armengol VII se sintió atraído por las posesiones castellanas que había heredado de su abuela María Pérez. Así, una parte importante de su reinado la pasó como vasallo del rey Fernando II de León, del que fue mayordomo y teniente de un buen número de castillos de la Extremadura leonesa. Fue gobernador de Valladolid, ocupando este cargo durante su ausencia Fernando Rodríguez de Sandoval, como consta en una escritura del año 1160.
Fundó la canónica de Bellpuig de las Avellanas hacia 1166 y otorgó cartas de población a Agramunt en 1163 y a Balaguer en 1174. Además, en 1164, acuñó la moneda de Agramunt, privativa del condado.
La referencia de su muerte aparece en los Gesta Comitum Barcinonensium, e indica que en 1184 murió el conde Armengol VII «con su hermano Galcerán de Sales, junto a Valencia». Sin embargo, Ubieto aduce que dado que su vida transcurrió en el reino de León y que en aquel año el monarca leonés y Armengol se hallaban en Ciudad Rodrigo, al frente de una expedición de asedio contra Cáceres, la Valencia donde murió debió ser Valencia de Alcántara.

## Matrimonio y descendencia
Hacia el 1157 se casó con Dulce de Foix, hija de Roger III de Foix y de Ximena de Osona, que actuó como regente del condado. De este matrimonio nacieron:
- Armengol, que sucedió a su padre en el condado de Urgel.
- Miracle (también llamada Marquesa) de Urgel. Casó en noviembre de 1181 con el conde Gómez González de Traba (m. c. 1191).[2] Contrajo un segundo matrimonio en 1194 con Ponce III de Cabrera, vizconde de Cabrera.

| Predecesor: Armengol VI                | Conde de Urgel 1154–1184          | Sucesor: Armengol VIII              |
| Predecesor: Conde Ponce de Minerva     | Mayordomo mayor del rey 1167–1173 | Sucesor: Álvaro Rodríguez de Castro |
| Predecesor: Álvaro Rodríguez de Castro | Mayordomo mayor del rey 1175      | Sucesor: Gonzalo Osórez             |
| Predecesor: Gonzalo Osórez             | Mayordomo mayor del rey 1179–1184 | Sucesor: Pedro Rodríguez de Castro  |